# Torpedo andersoni
Torpedo andersoni е вид хрущялна риба от семейство Torpedinidae.

## Разпространение
Видът е разпространен във водите около Каймановите острови.